# Кроли
Кроли (енгл. Crawley) је град у Уједињеном Краљевству у Енглеској. Према процени из 2007. у граду је живело 110.297 становника.

## Становништво
Према процени, у граду је 2008. живело 110.297 становника.
| 1981.  | 1991.  | 2001.   |
| ------ | ------ | ------- |
| 80.113 | 88.203 | 100.547 |

## Партнерски градови
- Дорстен